# Le Spectre vert
Le Spectre vert is een Amerikaanse dramafilm uit 1930 onder regie van Jacques Feyder.

## Verhaal
Een groep mensen die elkaar van vroeger kent, komt erachter dat de leden van de groep allemaal worden vermoord door iemand die zichzelf „het groene spook” noemt. De overlevenden komen samen in een oud landhuis en ontdekken dat de moordenaar een lid is van de groep.

## Rolverdeling
| Acteur           | Personage     |
| ---------------- | ------------- |
| André Luguet     | Lord Montague |
| Jetta Goudal     | Lady Efra     |
| Pauline Garon    | Lady Vi       |
| Georges Renavent | Dr. Ballou    |
| Jules Raucourt   | James Rumsay  |